# 稲毛民間航空記念館
稲毛民間航空記念館（いなげみんかんこうくうきねんかん）は、千葉県千葉市美浜区の稲毛海浜公園内にあった記念館。

## 概要
埋立てられる以前の稲毛海岸は遠浅な海岸が広がっており、引潮時には数キロに渡り干潟が広がっていた。この干潟を利用して1912年（明治45年）5月下旬、奈良原三次が日本初の民間飛行場（稲毛飛行場）を開設、伊藤音次郎をはじめ多くの民間飛行家たちが育成されこの地を拠点に活躍した。
当時の複葉機・鳳号が復元され、1987年（昭和62年）11月9日に75年ぶりに復元飛行した。
これを機に、民間航空の資料を集めて、1989年（平成元年）4月29日に稲毛海浜公園内に当記念館が開設された。
2018年（平成30年）3月31日をもって閉館。
その後は建物をリニューアル整備して、グランピング施設の受付場所・休憩施設として活用する予定。施設改修後も鳳号の復元機はそのまま保存活用し、その他の展示物も可能な限り活用する予定。

## 施設

### 施設概要
- 敷地面積：3,600.40m2
- 建設面積：429.30m2
- 延床面積：443.15m2
- 所在地：〒261-0003 千葉県千葉市美浜区高浜7丁目2番2号

### 展示品
- 奈良原式4号機「鳳号」復元
- グライダー「プライマリー」復元機
- スペースシャトル模型
- パネル解説
- ソリッド模型10機
- 簡易風洞実験装置

## 利用情報
2018年3月31日閉館
- 開館時間：9:00〜17:15（7・8月は18:00まで）
- 休館日：毎週月曜日（月曜が休日の場合は、その翌日が休館）および年末年始（12月29日〜1月3日）
- 入館料：無料

### 交通アクセス
- JR京葉線 稲毛海岸駅、またはJR総武線 稲毛駅よりバス、「高浜南団地」下車[6]
- 国道14号「浅間神社前交差点」より海岸側へ約2km

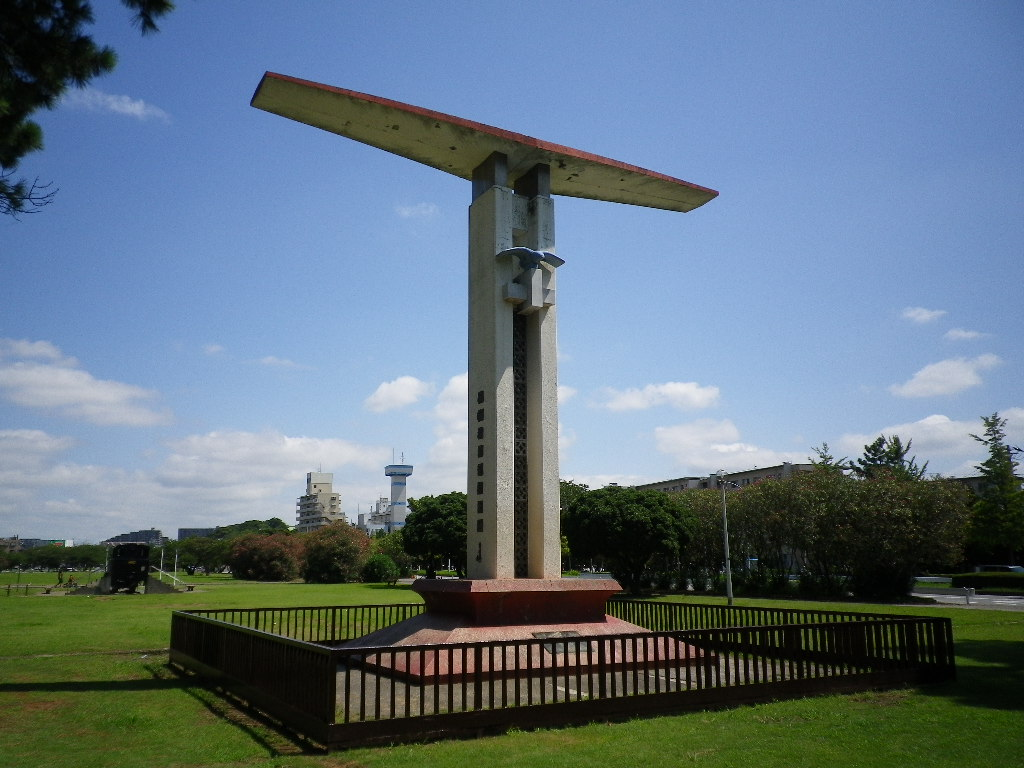
民間航空発祥之地記念碑

周辺
同海浜公園内に、稲毛記念館、花の美術館、野外音楽堂などがある。
また浅間神社交差点付近の稲岸公園内には「民間航空発祥の地」記念碑が建立され、翼型のモニュメントの基部プレートに「鳳号」が描かれている。その傍らには、ライト兄弟が初めて飛行に成功したキティホークの丘に生えていた松の種から音次郎が育てた、松が植樹されている。